# او۹ (متروی برلین)
او۹ (آلمانی: U9) یکی از خطوط متروی برلین است که در سال ۱۹۶۱ تاسیس شده و دارای ۱۸ ایستگاه و ۱۲.۵ کیلومتر طول است. 

## نگارخانه

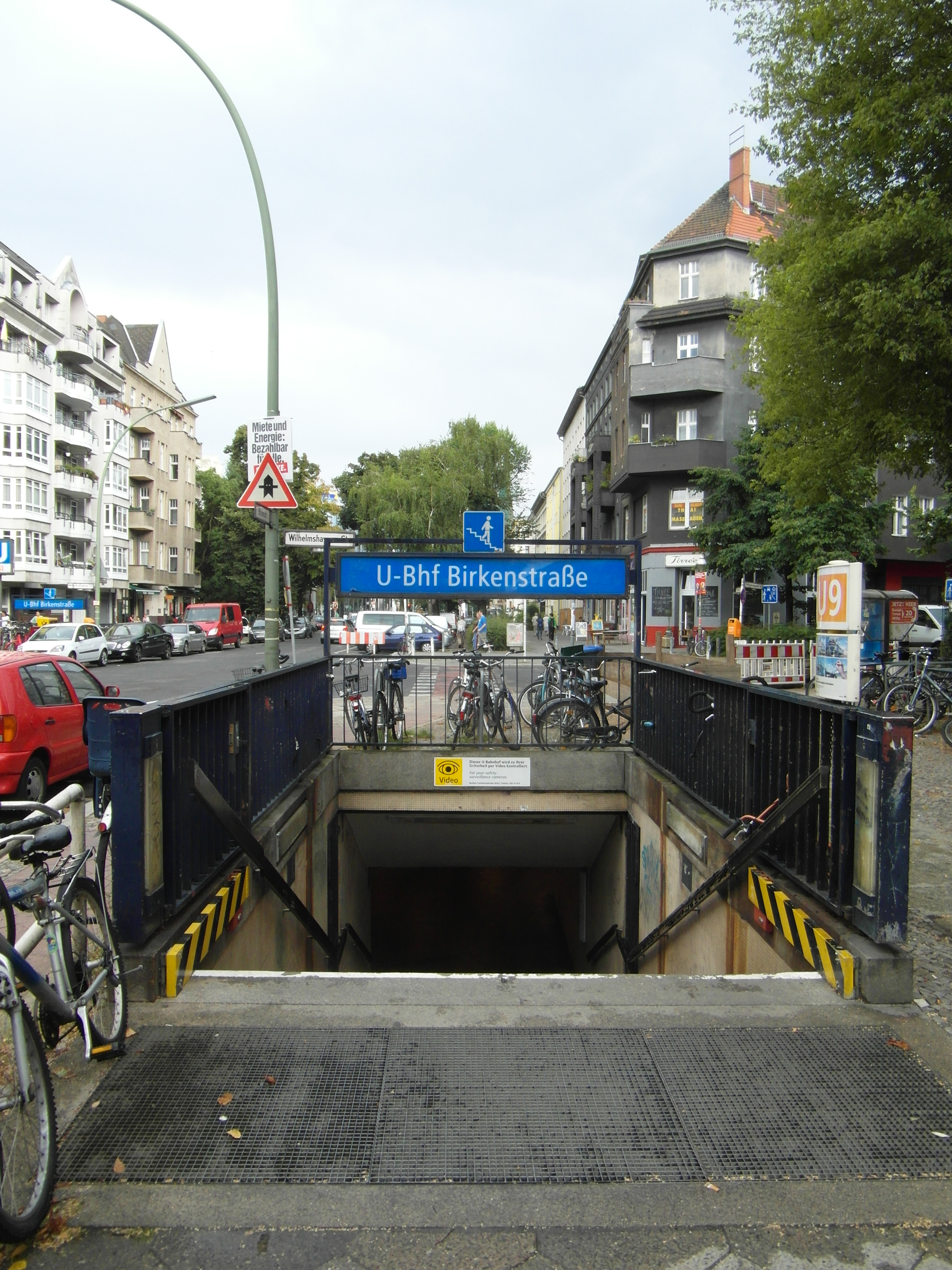
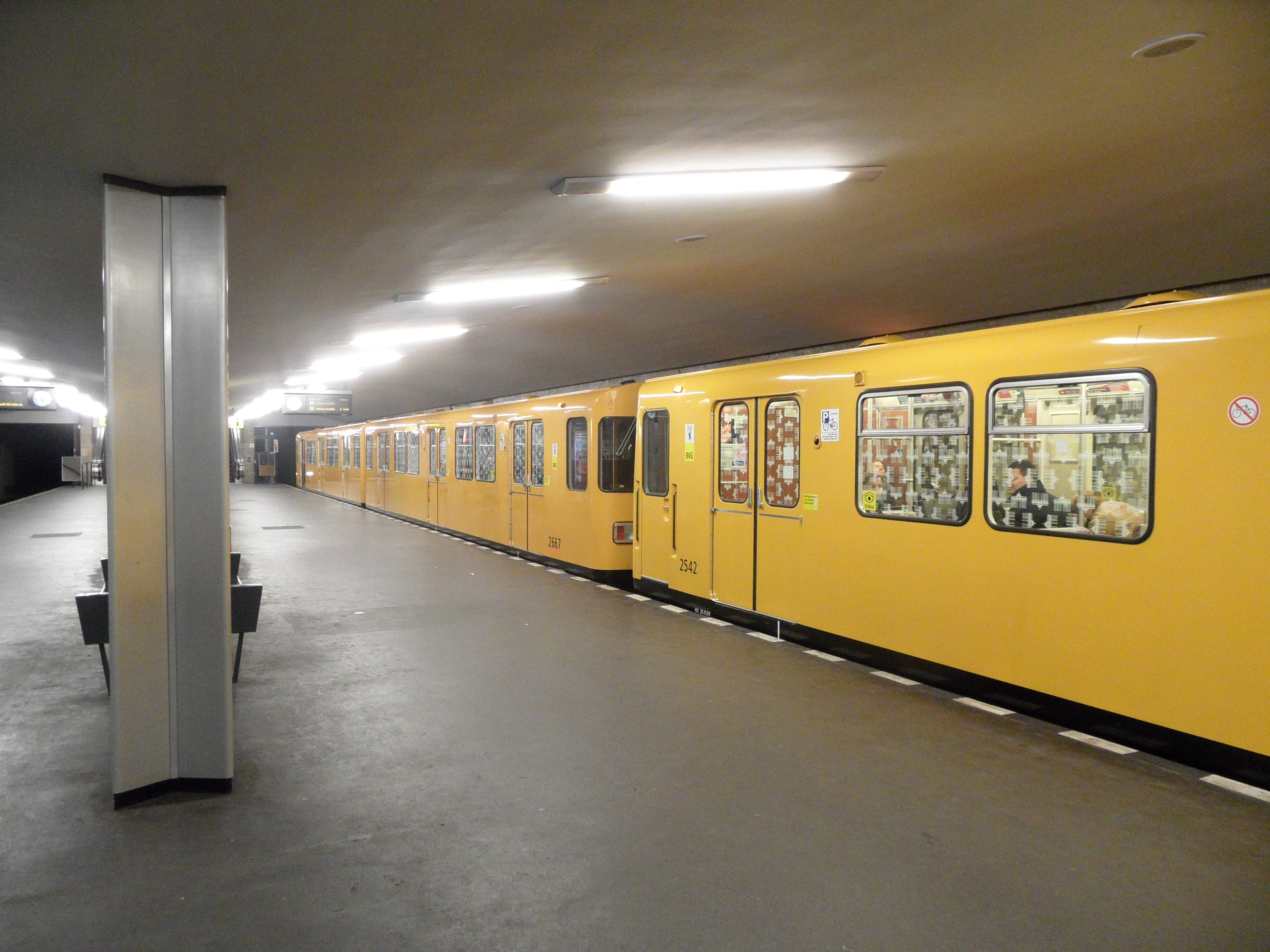
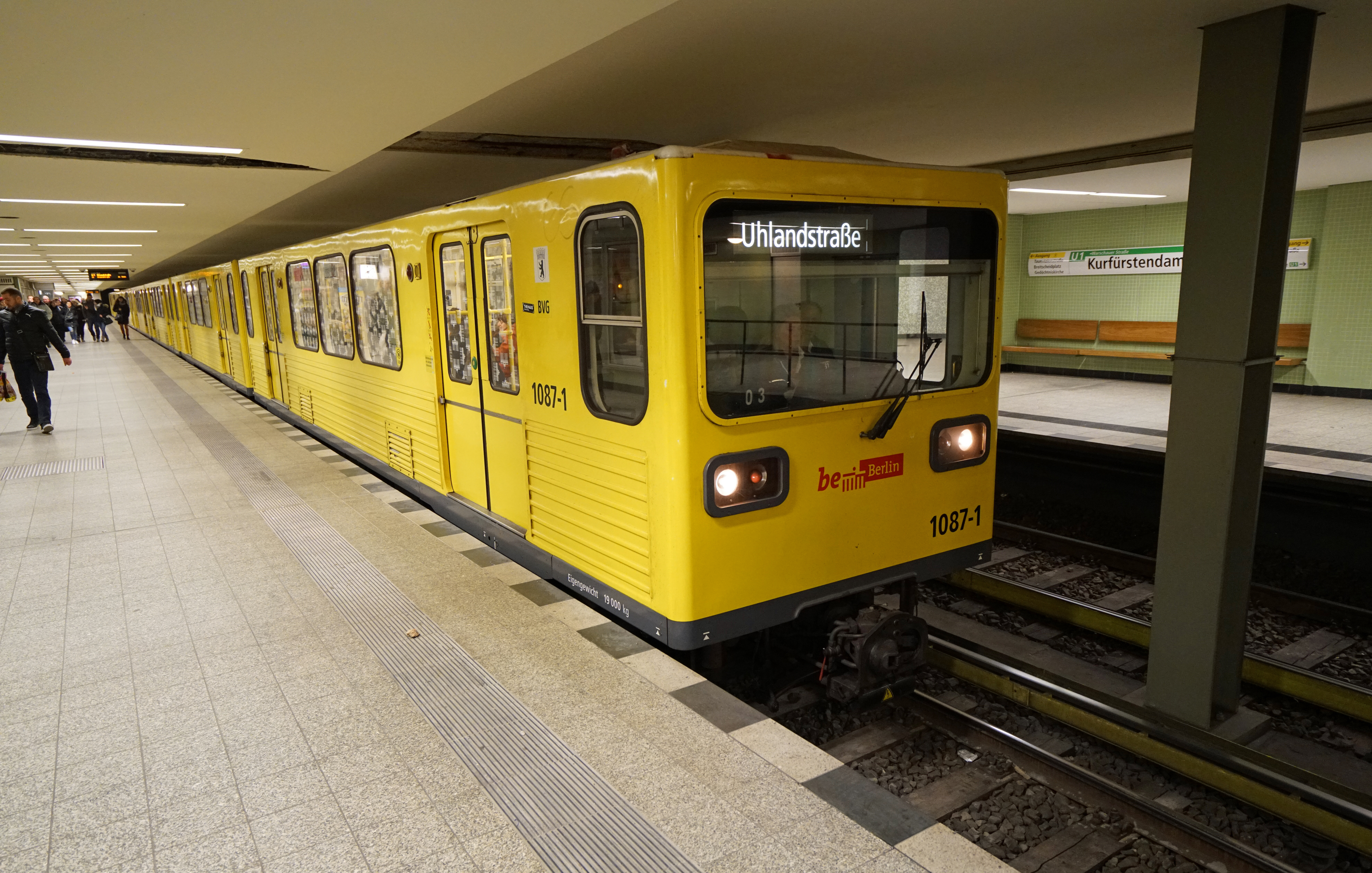